# Heterostegane quadrilineata
Heterostegane quadrilineata är en fjärilsart som beskrevs av Pieter Cornelius Tobias Snellen 1886. Heterostegane quadrilineata ingår i släktet Heterostegane och familjen mätare. Inga underarter finns listade i Catalogue of Life.